# Zębiełek gwinejski
Zębiełek gwinejski (Crocidura buettikoferi) – gatunek małego ssaka z rodziny ryjówkowatych. Występuje w Afryce (Nigeria, Ghana, Gwinea i Wybrzeże Kości Słoniowej). Zamieszkuje nizinne pierwotne lasy do wysokości kilkuset m n.p.m. W Czerwonej księdze gatunków zagrożonych Międzynarodowej Unii Ochrony Przyrody i Jej Zasobów został zaliczony do kategorii NT (podwyższonego ryzyka). Zagrożeniem dla tego ssaka jest utrata siedlisk i konkurencja ze strony pokrewnych gatunków.